# The Child Inside
The Child Inside este o piesă a formației britanice Depeche Mode. Piesa a apărut pe albumul Delta Machine, în 2013.